# Parada Równości w Warszawie
Parada Równości – demonstracja w postaci przemarszu ulicami Warszawy. Organizatorzy parady domagają się realizacji trzynastu postulatów, z których pierwszym jest „Ochrona przed dyskryminacją i wykluczeniem obowiązkiem państwa”.

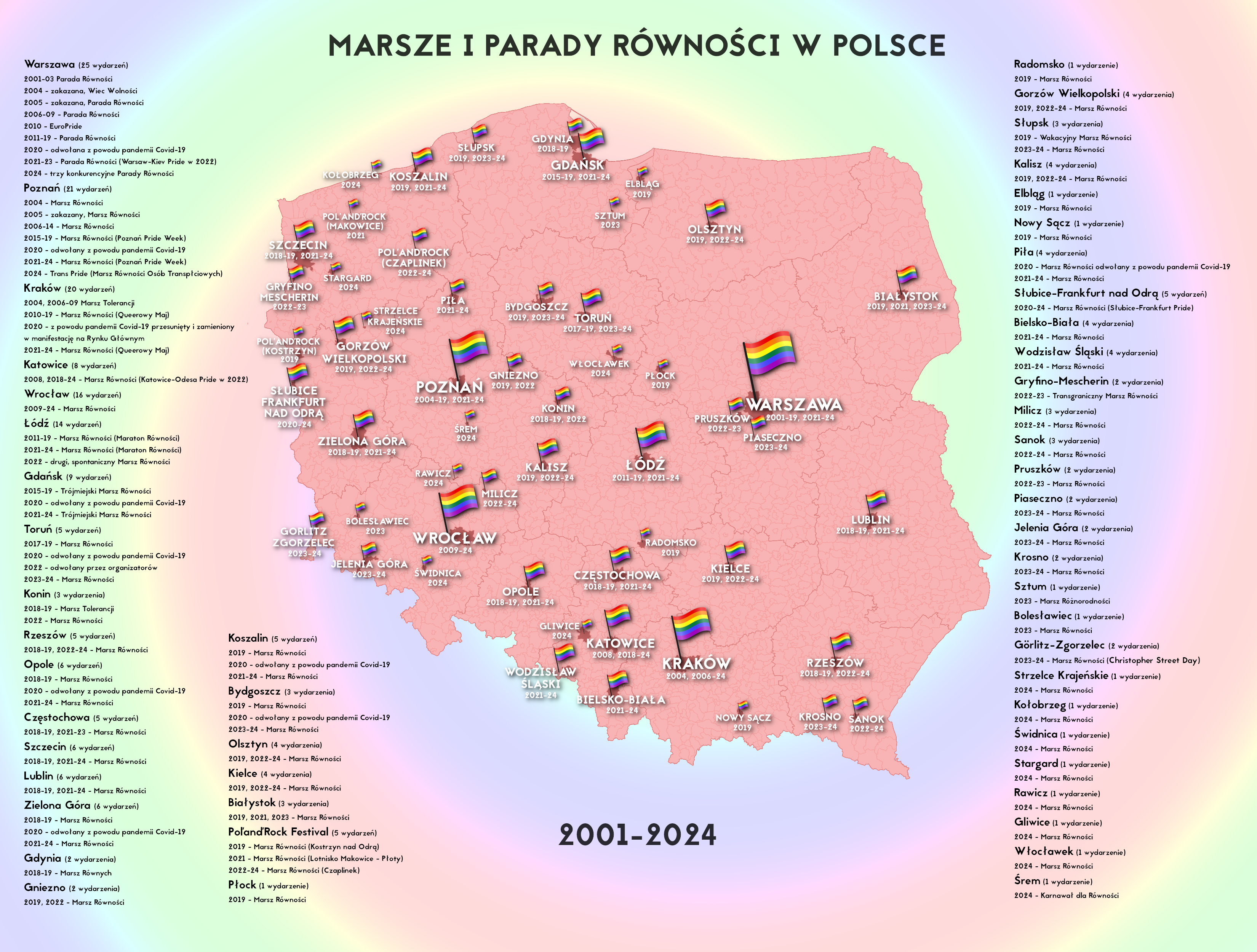
Parada Równości a inne Marsze Równości w Polsce

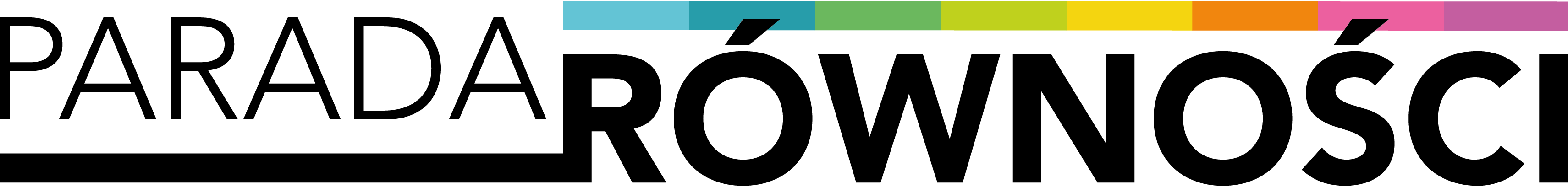
Logo Parady

## Historia
Pomysłodawcą i współorganizatorem pierwszych Parad Równości był Szymon Niemiec, były prezes Międzynarodowego Stowarzyszenia Gejów i Lesbijek na Rzecz Kultury w Polsce. W latach 2005–2010 organizacją Parady zajmowała się specjalnie w tym celu powołana Fundacja Równości. Od roku 2011 organizacją Parady Równości zajmuje się oddolnie utworzony Komitet Organizacyjny – nieformalne zrzeszenie osób prywatnych oraz przedstawicieli organizacji, partii, mediów, fundacji i innych podmiotów.
W latach 2001, 2002 i 2003 1 maja na ulicach Warszawy organizowany był przemarsz osób sprzeciwiających się dyskryminacji mniejszości seksualnych. W 2004 i 2005 roku ówczesny prezydent miasta, Lech Kaczyński, zakazywał organizowania Parad Równości. W 2004 roku przed ratuszem odbył się alternatywny Wiec Wolności, a w 2005 roku parada przeszła ulicami stolicy mimo formalnego zakazu. W kolejnym roku (2006) wobec niewydania zakazu przez p.o. prezydenta, Mirosława Kochalskiego, odbyła się kolejna Parada. W roku 2010 Parada Równości połączona została z obchodami paneuropejskiej Europride.

## Parada Równości w 2005 i konsekwencje
Próba zorganizowania Parady w 2005 roku była przedmiotem zainteresowania mediów. Działania prezydenta Warszawy, Lecha Kaczyńskiego, zmierzające do zablokowania Parady, spotkały się z protestem części mediów publicznych i prywatnych oraz części polityków. Lech Kaczyński i wspierający go politycy zakaz Parady tłumaczyli względami bezpieczeństwa i możliwymi zamieszkami wywoływanymi przez przeciwników Parady; zakaz motywowano również prywatnymi poglądami polityków.
Ponieważ władze Warszawy wydały Fundacji Równości zakaz przeprowadzenia Parady, alternatywni organizatorzy, jako osoby prywatne (m.in. Tomasz Bączkowski, Robert Biedroń, Krzysztof Kliszczyński, Inga Kostrzewa, Tomasz Szypuła) ogłosili serię Wieców Równości, których nie można było zablokować formalną decyzją administracyjną. Pomiędzy wiecami zamierzano zorganizować nieoficjalny przemarsz. Nie wydano zakazu jedynie na dwa wiece, co władze Warszawy ponownie uzasadniły względami bezpieczeństwa (na ten sam dzień zaplanowano kontrmanifestacje organizacji prawicowych) oraz utrudnieniami w ruchu miejskim.
Zdaniem policji w Paradzie wzięło udział około 2,5 tys. osób, zdaniem organizatorów – 10 tys., w tym wielu polityków lewicy, takich jak wicepremier Izabela Jaruga-Nowacka, wicemarszałek Sejmu Tomasz Nałęcz, senatorzy Maria Szyszkowska i Kazimierz Kutz, a także Claudia Roth i Volker Beck (niemieccy parlamentarzyści z partii Zielonych).
Parada spotkała się z protestami zorganizowanymi przez Młodzież Wszechpolską i próbami zablokowania; manifestanci zostali obrzuceni jajkami. Podczas parady zatrzymano 20 kontrmanifestantów, którzy według policji próbowali doprowadzić do starć z uczestnikami parady. Ranne zostały także dwie uczestniczki Parady.
W związku z Paradą 10 czerwca do Warszawy przyjechał pastor Åke Green, skazany w 2004 roku za „nawoływanie do nienawiści wobec osób LGBT” (w 2005 uniewinniony przez szwedzki Sąd Najwyższy). Pastor prezentował krytyczne stanowisko wobec Parady.
Po Paradzie Równości władze Warszawy oraz część polityków skrytykowała zachowanie policji, która ochraniała, ich zdaniem, nielegalną demonstrację.
Rzecznik Praw Obywatelskich Andrzej Zoll na wniosek Magdaleny Środy, Pełnomocnika Rządu ds. Równego Statusu Kobiet i Mężczyzn, 30 czerwca 2005 roku wystąpił do Trybunału Konstytucyjnego o uznanie przepisów, na które powołał się Prezydent, za niezgodne z Konstytucją. Rozprawa odbyła się 18 stycznia 2006 roku pod przewodnictwem Ewy Łętowskiej. Trybunał orzekł, że przepis, na który prezydent Kaczyński powołał się, zabraniając demonstracji, jest niezgodny z Konstytucją w takim zakresie, w jakim narusza on wolność do zgromadzeń.
18 stycznia 2006 roku Parlament Europejski wystąpił z rezolucją potępiającą wszelką dyskryminację ze względu na orientację seksualną oraz wezwał państwa członkowskie Unii Europejskiej i Komisję Europejską do potępienia homofobii i jej objawów, a także podjęcia działań mających na celu ich zwalczanie.
3 maja 2007 roku Europejski Trybunał Praw Człowieka orzekł, że władze Warszawy naruszyły Europejską Konwencję Praw Człowieka, zakazując przeprowadzenia Parady Równości w 2005 roku.

### Kontrparada
W odpowiedzi na nielegalną Paradę Równości Młodzież Wszechpolska wspólnie z Ligą Polskich Rodzin oraz Obozem Narodowo-Radykalnym zorganizowały legalną kontrparadę, za zgodą ówczesnego prezydenta Warszawy, Lecha Kaczyńskiego. Manifestacja odbyła się 18 czerwca 2005 roku w Warszawie pod nazwą „Parada Normalności”. Podczas manifestacji uczestnicy wznosili pogardliwe hasła w stosunku do osób homoseksualnych, a działacz Młodzieży Wszechpolskiej, student pedagogiki z Ustki, zasłynął wyemitowaną przez TVN wypowiedzią, w której stwierdził, że „pedalstwo wyplenił Adolf Hitler”. Ówczesny poseł Wojciech Wierzejski zapowiedział delegalizację w Polsce organizacji lesbijsko-gejowskich.

## Parada Równości w 2006 roku

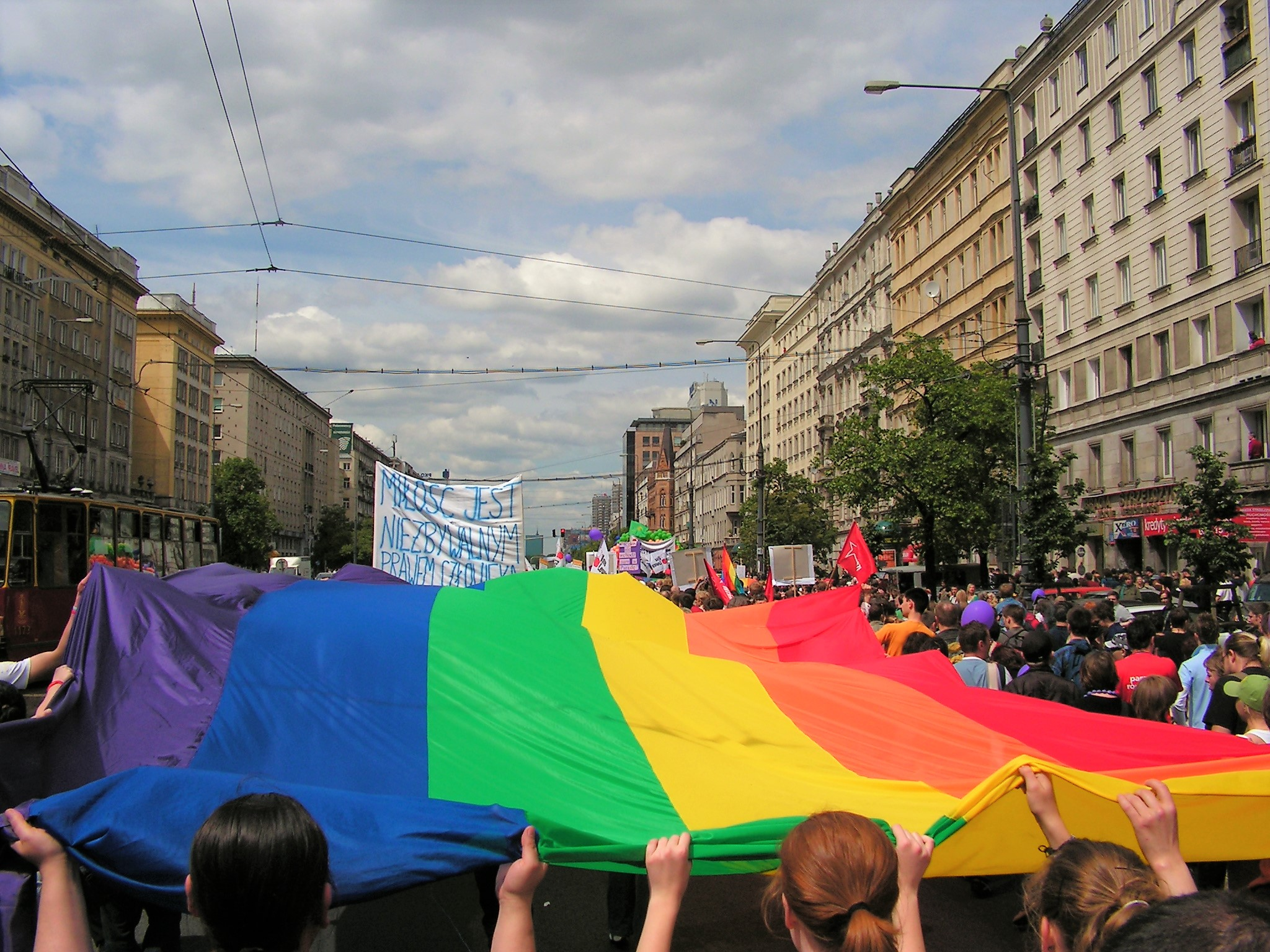
Parada Równości 2006

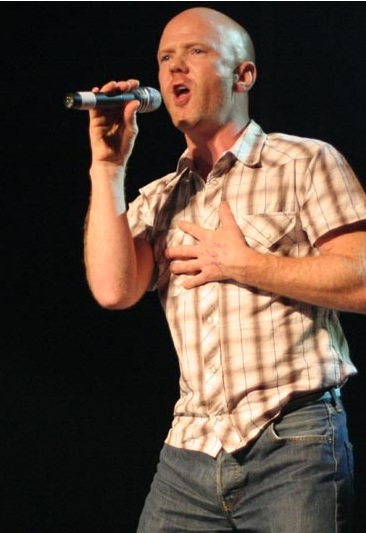
Koncert Jimmy’ego Somervilla po paradzie

Parada Równości w 2006 roku odbyła się 10 czerwca. Zapoczątkował ją o godzinie 13:00 wiec pod Sejmem z udziałem około 3000 osób. Podczas marszu klubowa muzyka płynęła z jadącej platformy z wiszącymi hasłami: „Polskie rodziny kochają polskich gejów”, „Homofobia zabija”. Niesiono transparenty: „Każda miłość jest świętością”, „Model rodziny – Jarek plus kot”, „Homofobia szkodzi”. W kolorowym korowodzie, szły pary gejowskie, lesbijskie i heteroseksualne. Niektórzy również tańczyli na ulicy. Były również małżeństwa z małymi dziećmi oraz ludzie starsi.
Udział w marszu wzięli także znani politycy centrum i lewicy: Jan Kułakowski, Marcin Święcicki, Ryszard Kalisz, Joanna Senyszyn, Marek Borowski, Magdalena Mosiewicz, Dariusz Szwed, Piotr Musiał. Przyjechała też duża grupa uczestników z zachodniej i północnej Europy, m.in. z Niemiec, Szwecji, Finlandii i Holandii (według szacunków NOP 2/3 demonstracji stanowili cudzoziemcy). Obecny był również konserwatywny eurodeputowany ze Szwecji Christofer Fjellner, który powiedział: „Znałem Polskę jako kraj tolerancji. Dlatego zdziwiły mnie wypowiedzi Wojciecha Wierzejskiego nawołujące do nietolerancji wobec mniejszości. To zwyczajna głupota, a nie konserwatyzm”. Wśród organizacji były obecne Partia Demokratyczna, Sojusz Lewicy Demokratycznej, Socjaldemokracja Polska, Pracownicza Demokracja, Młode Centrum, Zieloni 2004, Unia Lewicy III RP i Racja Polskiej Lewicy.
Paradę próbowało zakłócić kilkadziesiąt osób, głównie członków Narodowego Odrodzenia Polski ze wsparciem ze strony Obozu Narodowo-Radykalnego. Z tej grupy, obrzucającej jajkami i kamieniami uczestników marszu, policja zatrzymała 14 osób.
Parada zakończyła się na Placu Teatralnym. Według różnych szacunków uczestniczyło w niej od kilku do 20 tys. osób. Była to jedna z większych demonstracji w Warszawie po 1989 roku.
Wieczorem w związku z festiwalem odbył się koncert „After Party” Parady Równości 2006, w którym wystąpił między innymi Jimmy Somerville.

## Parada Równości w 2007 roku

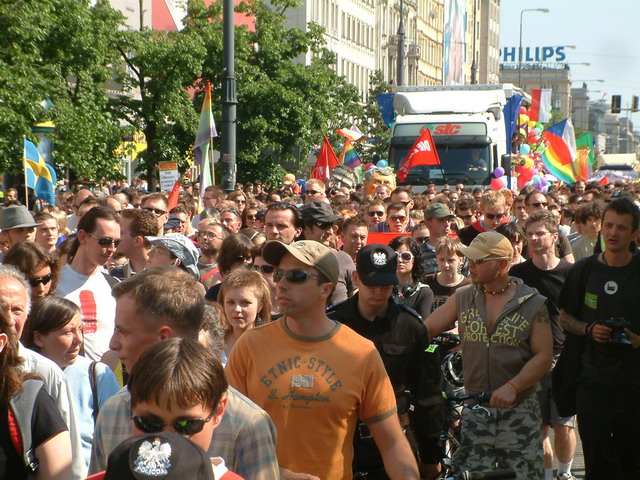
Parada Równości 2007

Parada Równości, tym razem pod hasłem „Kochaj bliźniego swego”, przeszła ulicami Warszawy 19 maja 2007 roku. Wedle szacunków policji, wzięło w niej udział około 4 tys. osób. Parada – jak mówili jej organizatorzy – miała przypominać o tym, że prawa człowieka są uniwersalne i przysługują wszystkim, także mniejszościom seksualnym. Uczestnicy nieśli tęczowe flagi i transparenty. Skandowano hasła „Homofobia stop”, „Polska wolna od faszystów” i „Tu się leczy nacjonalizm”. Na czele parady jechała platforma z głośnikami z muzyką. Wśród uczestników byli polscy i zagraniczni politycy, gośćmi Parady była profesor Maria Janion, profesor Magdalena Środa oraz Kazimiera Szczuka.
Paradzie towarzyszyło kilkudziesięciu kontrmanifestantów z Młodzieży Wszechpolskiej. Kontrmanifestanci próbowali zatrzymać paradę, kładąc się na jej trasie. Na transparentach kontrmanifestantów widoczne były hasła: „Homoseksualiści zagrożeniem dla świata”, „Be happy, not gay”, „Pederastia – to się leczy”, „Syrenka warszawska, nasza heterolaska”, „Bóg kocha człowieka, nienawidzi grzechu”. Manifestacja zakończyła się przed ratuszem na placu Bankowym. Wieczorem na Koncercie Galowym Dni Równości w klubie Skarpa wystąpiły Kayah i Reni Jusis.

## Parada Równości w 2008 roku

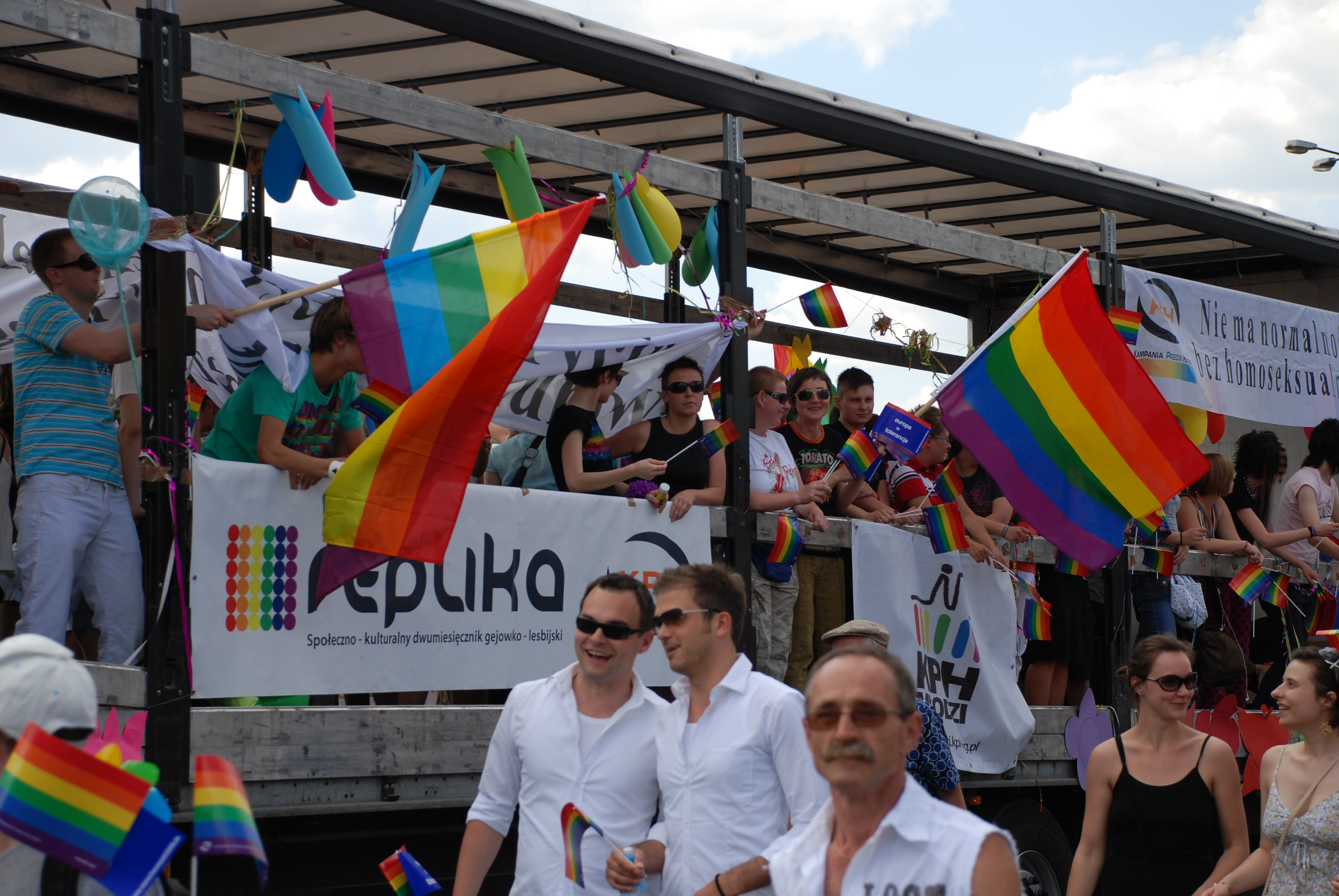
Parada Równości 2008

Zaplanowana na 7 czerwca 2008 Parada Równości odbyła się pod hasłem „Żyj, Kochaj, Bądź!”. Było bezpiecznie i bez szczególnych incydentów. Parada Równości wyruszyła z placu Bankowego, a zakończyła się w Alejach Ujazdowskich pod Kancelarią Premiera. Były platformy, muzyka, pokazy tańca, drag queen, kolorowy i różnorodny tłum. Trwała dwie godziny.
W Paradę włączyła się symbolicznie ambasada Wielkiej Brytanii, przed którą zawisła tęczowa flaga, na maszcie, na którym zazwyczaj wisi flaga Unii Europejskiej.
W manifestacji wzięli udział m.in. Krystian Legierski, Kinga Dunin, Michał Piróg, Jacek Poniedziałek oraz Tomasz Raczek. Z polityków był Marek Borowski. Według organizatorów w paradzie uczestniczyło 7-8 tysięcy osób, zaś według szacunków policji ok. 2 tys. osób.
Około 100 osób uczestniczyło w kontrmanifestacji, która została szczelnie otoczona kordonem policji.
Podczas Festiwalu Dni Równości miało miejsce uroczyste rozdanie nagrody Hiacynt, przyznawanej przez Fundację Równości za zasługi na rzecz tolerancji, równouprawnienia i walki z dyskryminacją. Tegorocznymi laureatami tej nagrody zostali Marzanna Pogorzelska – nauczycielka z Kędzierzyna-Koźla oraz Reni Jusis, Dorota Wellman i Marcin Prokop, Stefania Grodzieńska i Piotr Pacewicz.

## Parada Równości w 2009 roku

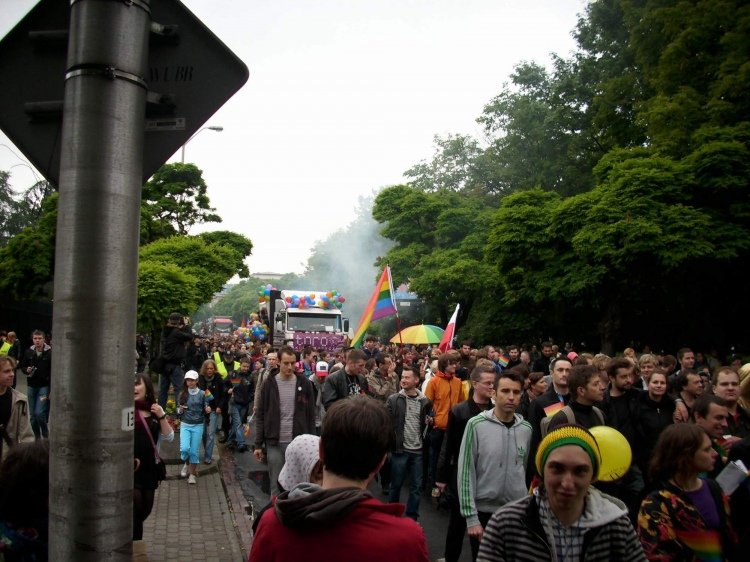
Parada Równości 2009

Zaplanowana na 13 czerwca 2009 Parada Równości odbyła się pod hasłem „40 lat równości, 20 lat wolności”. Bez incydentów parada ruszyła z placu Bankowego, idąc Marszałkowską, aż do budynku Sejmu na ulicy Wiejskiej. Jak co roku, parada składała się z platform przeplatanych grupami ludzi. W tym roku były 4 platformy: Fundacji Równości (której motywem przewodnim były związki partnerskie), Kampanii Przeciw Homofobii (z motywem mowy nienawiści) oraz Lambdy (z motywem edukacji seksualnej) oraz platforma klubu Toro. Przejście trwało około dwóch godzin.
W manifestacji wzięli udział m.in.: Robert Leszczyński, z polityków była Joanna Senyszyn. Według organizatorów w paradzie uczestniczyło 2-3 tysiące osób. Pierwszy raz w Polsce demonstrację otworzyła formacja lesbijek motocyklistek Dykes On Bikes. Zaraz za nimi szła grupa osób z transparentem: „Żądamy ustawy o związkach partnerskich”. Trans-Fuzja promowała wdrożenie legitymacji dla osób transpłciowych.
Około 100 osób uczestniczyło w kontrmanifestacji. Pierwsza grupa oczekiwała na paradujących na rogu Pięknej i Marszałkowskiej, druga stała pod Sejmem.
Podczas Festiwalu Dni Równości miało miejsce uroczyste rozdanie nagrody Hiacynt, przyznawanej przez Fundację Równości za zasługi na rzecz tolerancji, równouprawnienia i walki z dyskryminacją. Tegorocznymi laureatami tej nagrody zostali w kategorii „osobowość”: Maria Janion (za rzetelną i niestrudzoną pracę naukową, wolną od stereotypów i rutyny, w której propaguje tolerancję wobec odmienności), w kategorii „media”: Barbara Pietkiewicz i Joanna Podgórska (za swoistą sztafetę pokoleń w dziennikarstwie, pełnym obiektywnych opisów różnorodności ludzkich losów), w kategorii „artysta” Ewa Kasprzyk, w kategorii „polityk”: Janusz Palikot (za odwagę stawiania pytań i zmuszania do dyskusji na temat inności), w kategorii „biznes” IBM-Polska (za konsekwentną realizację programów różnorodności, które pokazują, że społeczna odpowiedzialność biznesu może być z powodzeniem stosowana również w Polsce).

## EuroPride 2010
W 2010 Parada Równości była połączona z paneuropejską paradą zwaną Europride. Był to marsz członków społeczności LGBT, którego cele określały trzy główne hasła: równość, wolność i tolerancja, nawiązujące do tradycji rewolucji francuskiej, jak mówił Tomasz Bączkowski, prezes Fundacji Równości. Jednym z celów polityczno-prawnych uczestników było domaganie się legalizacji związków partnerskich i ustawy antydyskryminacyjnej. Przeprowadzone przez firmę sondażową PBC DGA na zlecenie „Gazety Wyborczej” badania opinii wykazują 45% poparcie warszawiaków dla Parady, wobec 44% sprzeciwu. W 2005 za podobną paradą opowiedziało się 33% mieszkańców miasta. Małgorzata Głowania, współautorka raportu Naznaczeni. Mniejszości seksualne w Polsce, tak skomentowała te różnice w opiniach respondentów sondażu: To sygnał, że mieszkańcy zaczynają mieć poczucie, że ich miasto jest otwarte, wielokulturowe.
Organizatorzy warszawskiej Europride, która w 2010 zastąpiła Paradę Równości, otworzyli w Warszawie przy ul. Nowy Świat 63 tzw. Pride House, tj. lokal, w którym goście i uczestnicy mogli się spotkać na organizowanych tam ekspozycjach, odczytach, dyskusjach. Był to jednocześnie punkt informacyjny o samej paradzie i związanych z nią innych imprezach towarzyszących, którego koordynacją i zarządzaniem zajmowała się Kampania Przeciw Homofobii.
Według opinii organizatorów Parady oraz oficjalnych gości z zagranicy EuroPride 2010 w Warszawie zakończyło się sukcesem. Mimo że zapowiedzi organizatorów o przyjeździe kilkudziesięciu tysięcy gości z zagranicy i planowanej paradzie na 70 tys. osób nie znalazły odzwierciedlenia w rzeczywistości, bowiem udział w niej wzięło, jak podają media, ok. 7–8 tys. osób. Do stolicy Polski na samą Paradę i trwające już od wielu tygodni towarzyszące jej imprezy przyjechało wiele tysięcy osób.

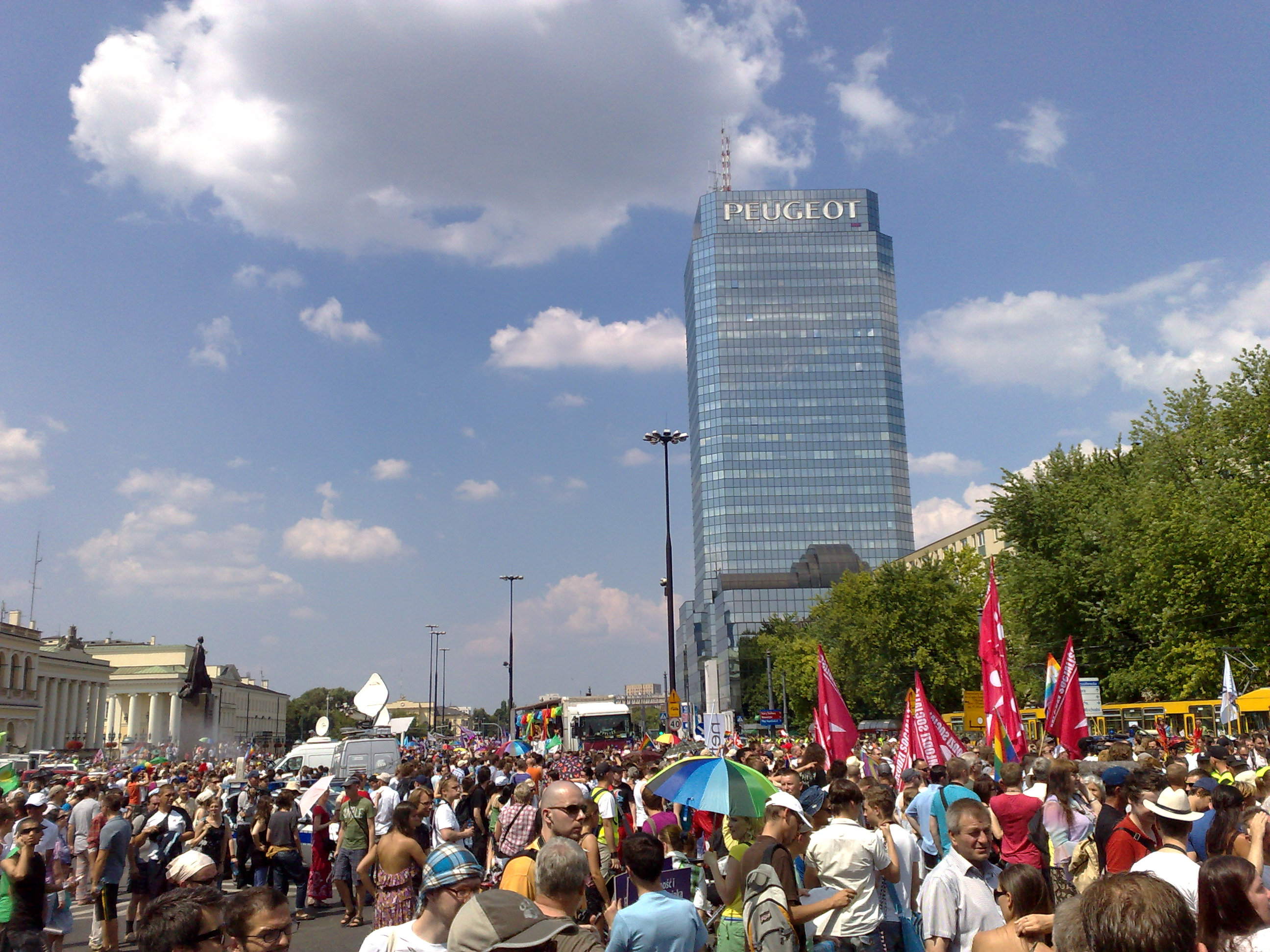
EuroPride 2010 (Warszawa)

Ukazało się wiele publikacji w mediach europejskich na ten temat m.in. w EuroNews, EuObserver, BBC, Wall Street Journal, France24, About.com i innych.

### Protesty przeciw EuroPride 2010
Na dwa tygodnie przed planowaną paradą do Ratusza w Warszawie spłynęło 2500 listów z protestami mieszkańców Warszawy. Jeszcze przed dniem parady do Urzędu Miasta wpłynął apel o odwołanie parady. Organizatorzy apelu informowali, że zebrali co najmniej 55 tys. podpisów warszawiaków, natomiast przedstawiciel Ratusza poinformował, że wie jedynie o 4 tys. podpisów.
W dniu parady zorganizowanych zostało kilka kontrmanifestacji, w największej z nich – Marszu Grunwaldzkim organizowanym przez Młodzież Wszechpolską organizatorzy zapowiadali udział 1 tys. osób; według policji było ich około 300. Ponadto w kilku innych miejscach Warszawy zorganizowano kontrmanifestacje i pikiety. Pikiety organizatorzy zapowiadali m.in. na pl. Trzech Krzyży, placu Bankowym i placu Konstytucji. Według relacji prasowych dwie pierwsze składały się z 2-4 osób, a na pl. Konstytucji nie było kontrdemonstrantów. Protest przeciw EuroPride miał miejsce też we Wrocławiu, zorganizowany przez ultraprawicową organizację Narodowe Odrodzenie Polski. W związku z licznymi protestami i kontrdemonstracjami trasa parady została zmieniona i skrócona.

## Parada Równości w 2011
Organizacją Parady Równości od roku 2011 zajmuje się powołany oddolnie Komitet Organizacyjny, który kontynuować chce tradycje pierwszych Parad. W skład Komitetu wejść może każda osoba chętna, a decyzje w nim podejmowane są w sposób demokratyczny. Komitet nie ma swojego przewodnictwa. Jedyną osobą reprezentującą Komitet jest jej rzecznik prasowy występujący pod pseudonimem Jej Perfekcyjność. Nikt poza tym nie pełni w nim oficjalnych funkcji.
Paradę Równości w odświeżonej formule zaplanowano na 11 czerwca 2011. Logotyp i slogan Parady Równości 2011 wybrane został w konkursie przez internautów, a ich autorzy otrzymali nagrody finansowe ufundowane przez członków Komitetu Organizacyjnego. Parada przeszła 11 czerwca 2011 spod Sejmu ulicami Matejki, Piękną, Kruczą, Al. Jerozolimskimi, Marszałkowską na pl. Bankowy. Według organizatorów i służb porządkowych brało w niej udział 4–6 tys. osób. Wśród postulatów parady były między innymi uchwalenie ustawy o związkach partnerskich. Parada odbyła się bez protestów.

## Parada Równości w 2012
Parada Równości odbyła się w 2012 roku.

## Parada Równości w 2013
Parada Równości odbyła się w 2013 roku.

## Parada Równości w 2014
Parada Równości odbyła się 14 czerwca 2014 roku pod hasłem „Równe prawa – wspólna sprawa”. Uczestnicy opowiedzieli się za realizacją 12 postulatów, wśród których znalazły się postulaty dotyczące praw osób LGBT, osób niepełnosprawnych, obcokrajowców, edukacji równościowej i praw zwierząt. List poparcia dla Parady Równości wystosowała Pełnomocnik Rządu do Spraw Równego Traktowania sekretarz stanu Agnieszka Kozłowska-Rajewicz. List otwarty wystosowało także 27 ambasad akredytowanych w Polsce.
W przemarszu uczestniczyli m.in. ambasadorzy 7 krajów, politycy oraz celebryci, m.in. Agnieszka Holland, Ryszard Kalisz, Anna Grodzka, Robert Biedroń, Ramona Rey, Piotr Pacewicz i Ewa Hołuszko. Paradę Równości otwierał przedstawiciel ambasady Norwegii, która, poprzez mechanizm Funduszy Norweskich, wsparła organizację wydarzenia.
Swoje platformy w przemarszu miały SLD, Twój Ruch i Fundacja im. Stefana Batorego. Ta ostatnia wspierała kampanię Nie Dla Nienawiści, a na pokładzie samochodu znalazło się kilkadziesiąt organizacji pozarządowych, które są beneficjentami programu Obywatele Dla Demokracji. Mniejsze pojazdy przygotowały także Partia Zieloni, Amnesty International i Fundacja im. Izabeli Jarugi-Nowackiej.
Paradę Równości poprzedził Festiwal, który rozpoczął się 30 maja i trwał do 17 czerwca. Na dwie godziny przed startem Parady Równości reprezentacja Komitetu Organizacyjnego przed gmachem Ministerstwa Pracy i Polityki Społecznej złożona kwiaty pod tablicą upamiętniającą zmarłą w katastrofie pod Smoleńskiem Izabelę Jarugę-Nowacką.
Na trasie przemarszu nie odnotowano żadnych incydentów. Było bezpiecznie i spokojnie. Policja zatrzymała dwie osoby – jedną za rzucenie w Paradę Równości pustym kartonikiem po napoju. Paradujący dotarli po raz pierwszy na Pragę – w nadwiślańskim klubie La Playa odbyła się impreza kończąca marsz – Plaża Równości. Gwiazdami wieczoru były m.in. Izabela Trojanowska i Asteya. Wystąpiły także polskie drag queen – Żaklina i Virgin.
Za organizację Parady Równości, podobnie jak w latach 2011–2013, odpowiadali Jej Perfekcyjność i Łukasz Pałucki z Fundacji Wolontariat Równości.

## Parada Równości w 2015
13 czerwca 2015 przeszła ulicami Warszawy 15. Parada Równości. Liczbę jej uczestników oceniono na 18 tys. osób.

## Parada Równości w 2016
16. Parada Równości odbyła się w Warszawie 11 czerwca 2016. Wyruszyła spod Pałacu Kultury i Nauki. Według organizatorów zgromadziła ona 35 tys. uczestników.

## Parada Równości w 2017
17. Parada Równości odbyła się w Warszawie 3 czerwca. Marsz ruszył o godz. 16 z Alei Jerozolimskich przy dworcu PKP Warszawa-Śródmieście. Stamtąd Alejami Jerozolimskimi przeszedł na plac Zawiszy i ul. Koszykową na plac Konstytucji. Trasa zakończyła się imprezą na placu Defilad, gdzie o godz. 12 przed Pałacem Kultury i Nauki stanęło Miasteczko Równości. Trasa liczyła około 4 kilometry.
Organizowana była przez Fundację Wolontariat Równości. Według organizatorów w paradzie uczestniczyło około 50 tys. osób. Według policji przed godziną 18 było 13 tysięcy uczestników. Szacunki ratusza to z kolei 12,5 tysiąca.
Paradzie towarzyszyło kilkanaście platform organizacji, firm i partii współorganizujących imprezę. Były tam obecne m.in.: Partia Razem, Zieloni, Nowoczesna, Sojusz Lewicy Demokratycznej, Ogólnopolski Strajk Kobiet, Obywatele RP, Kampania Przeciw Homofobii, Amnesty International, Google. W Paradzie uczestniczył m.in. Ambasador Irlandii, który przyszedł z mężem.
Miasteczko Równości wystartowało o godzinie 12. Współorganizowane było ze stowarzyszeniem Lambda Warszawa, a tworzone przez 20 organizacji pozarządowych, działających na rzecz grup mniejszościowych w różnych obszarach życia (m, in. przez Lambda Warszawa, Grupa Stonewall, Miłość nie wyklucza, Kampania Przeciw Homofobii, Warszawskie i Łódzkie Dziewuchy Dziewuchom, Fundacja Feminoteka).
Organizatorzy chcieli, by tegorocznej Paradzie Równości towarzyszył III Warszawski Dzień Różnorodności – coroczne wydarzenie współorganizowane i finansowane przez stołeczny ratusz, poświęcone promowaniu otwartości i różnorodności. Dotychczas termin tego wydarzenia nie pokrywał się z terminem Parady, w tym roku organizatorzy chcieli połączyć wydarzenia. W poprzednich latach Dzień Różnorodności organizowała Lambda Warszawa, która w tym roku złożyła do konkursu wspólny projekt z Fundacją Wolontariat Równości – organizatorem Parady. Miasto jednak nie zgodziło się na ten projekt.
Organizatorzy Parady Równości, jak co roku zwrócili się z prośbą o honorowy patronat do prezydent Warszawy Hanny Gronkiewicz-Waltz, jednak ponownie spotkali się z odmową.
W celu zorganizowania Parady została przeprowadzona zbiórka. Do dnia wydarzenia zebrano 79 135 złotych.
Poparcia Paradzie – podpisując się pod specjalnym listem – udzieliło 40 ambasadorów oraz pięciu przedstawicieli ważnych międzynarodowych instytucji (m.in. Australii, Argentyny, Chile, Czech, Estonii, Francji, Grecji, Wielkiej Brytanii, Japonii, Izraela, Niemiec, Kanady, USA, Wietnamu, Włoch, Ukrainy oraz dyrektor Przedstawicielstwa Komisji Europejskiej w Polsce i przedstawicielka UNHCR W Polsce).

## Parada Równości w 2018

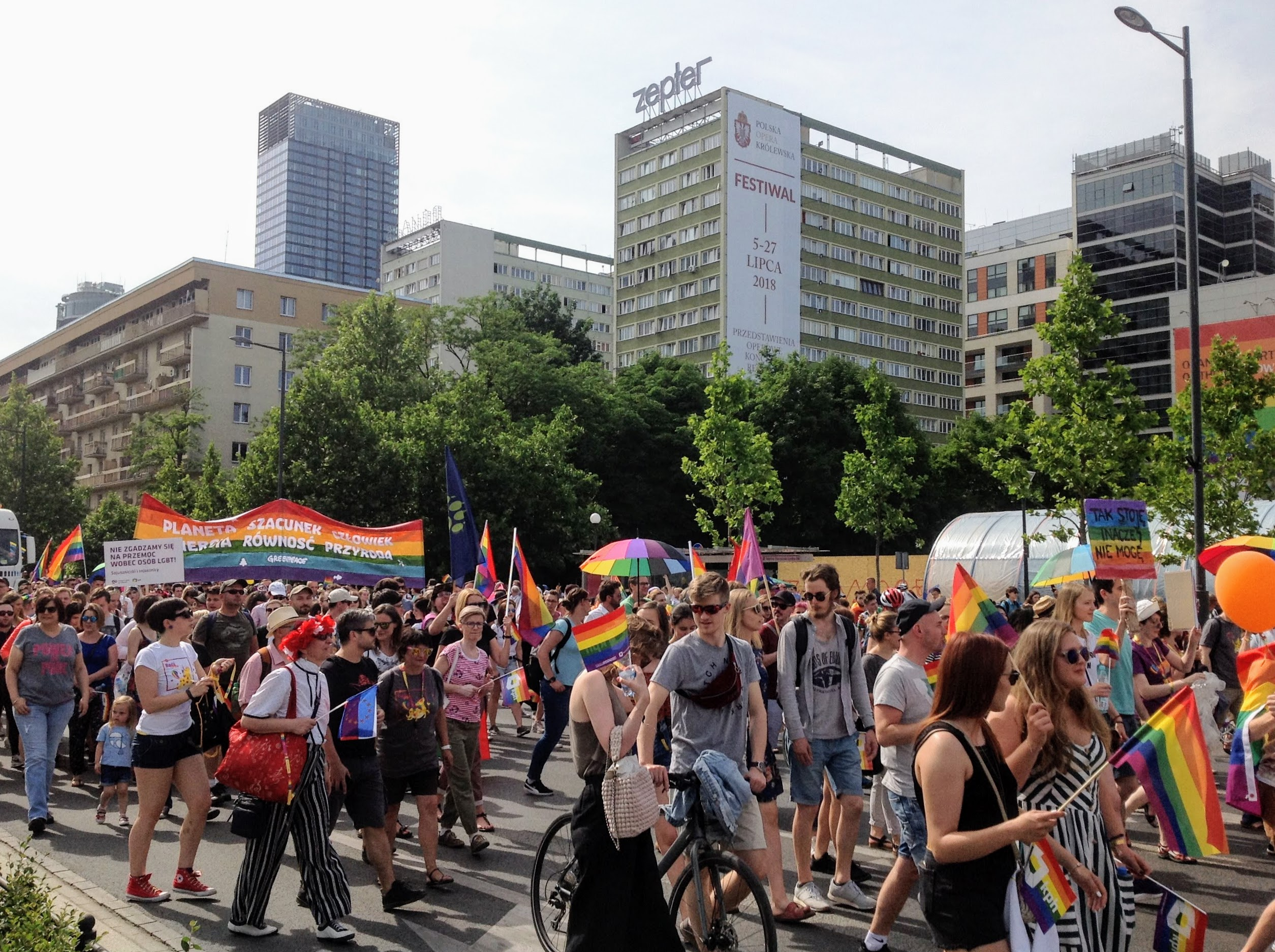
Parada Równości 2018

Parada Równości odbyła się 9 czerwca. Wyruszyła o godz. 15:00 z ul. Świętokrzyskiej w okolicach Ronda ONZ. Przemarsz biegł: ul. Świętokrzyską, ul. Marszałkowską, Al. Jerozolimskimi, al. Jana Pawła II, al. „Solidarności”, przez plac Bankowy i ul. Marszałkowską; zakończył się przy Pałacu Kultury na Placu Defilad około godz. 18:00. Według organizatorów w paradzie udział wzięło około 45 tys. osób. Stołeczny ratusz zaś oszacował liczbę uczestników na 23 tys. Parada organizowana była przez Fundację Wolontariat Równości.
Od godz. 12 trwało tzw. Miasteczko Równości. Po zakończeniu marszu przed Pałacem Kultury i Nauki rozpoczął się koncert pt. „Oficjalne afterparty”, na którym wystąpili m.in. Kisu Min, Sexy Suicide, Alex Palmieri, Lilly Hates Roses i DJ Heights Beats.

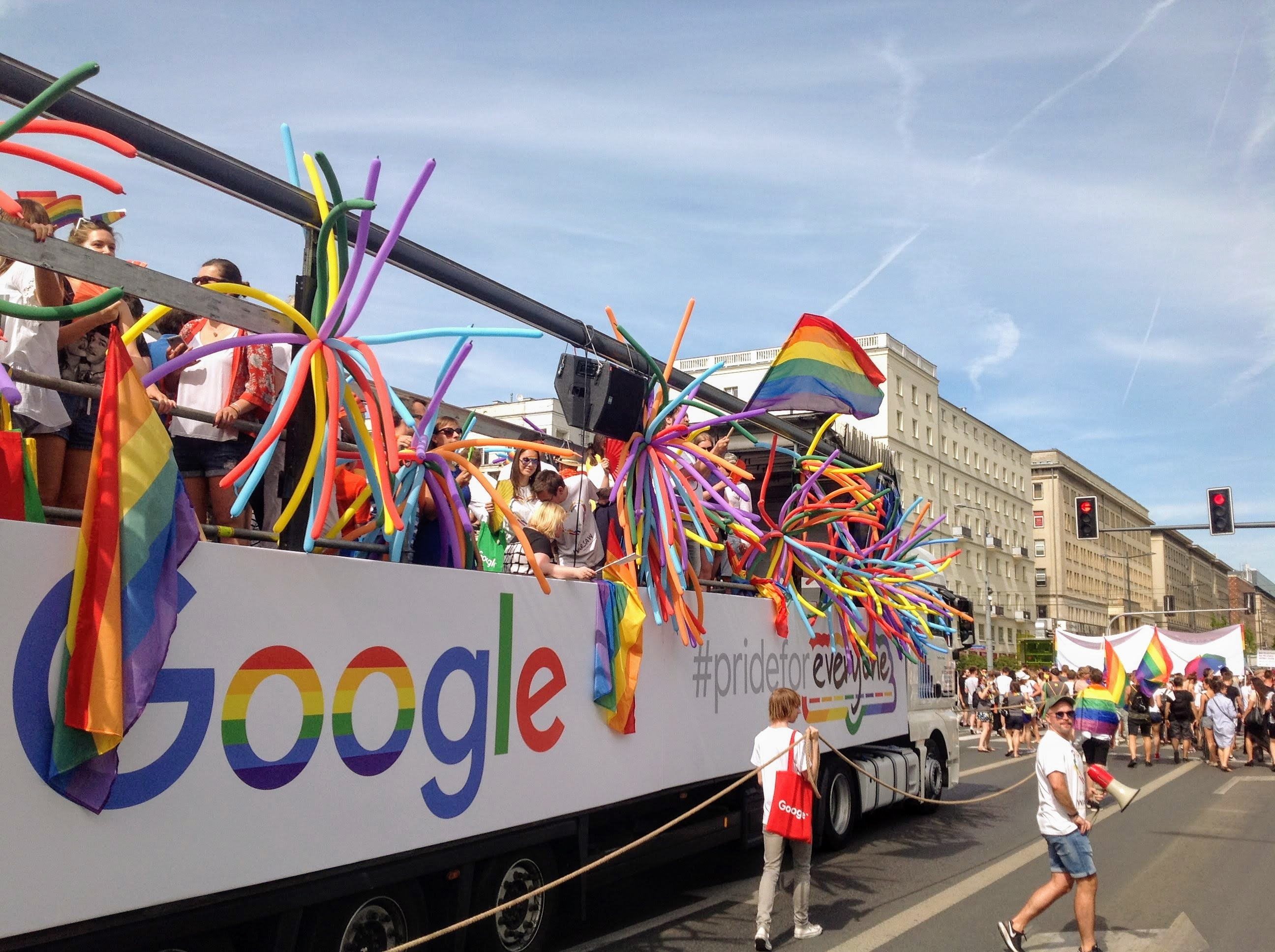
Platforma Google na Paradzie Równości 2018

W Google Maps została zaznaczona trasa Parady. W noc przed Paradą na Placu Zbawiciela pojawiła się „niepalna” Tęcza. W dzień Parady firma Empik zmieniła logo na tęczowe, co było szeroko komentowane w mediach. Netflix wykupił billboardy na trasie marszu na których zamieścił tęczowe wizerunki bohaterów serialu Orange Is the New Black.
Obecne były partie: Razem, Zieloni, SLD, Nowoczesna. Prezydent Warszawy Hanna Gronkiewicz-Waltz odmówiła patronatu Paradzie. Na marszu pojawiły się organizacje: Warszawski Strajk Kobiet, mazowiecki KOD, Pracownicza Demokracja, Obywatele RP, Amnesty International, Inicjatywa Polska, Wiara i Tęcza, Lambda Warszawa, Kultura Równości, Prawnicy Dla Równości, Koalicja Ateistyczna, Fundacja im. K. Łyszczyńskiego, Fundacja Trans-Fuzja, Miłość Nie Wyklucza, Grupa Stonewall, Kampania Przeciw Homofobii i wiele innych. Obecne były firmy: Microsoft, Google, IBM, MTV Polska, Royal Bank of Scotland, Ben&Jerry’s, Sony Music Polska.

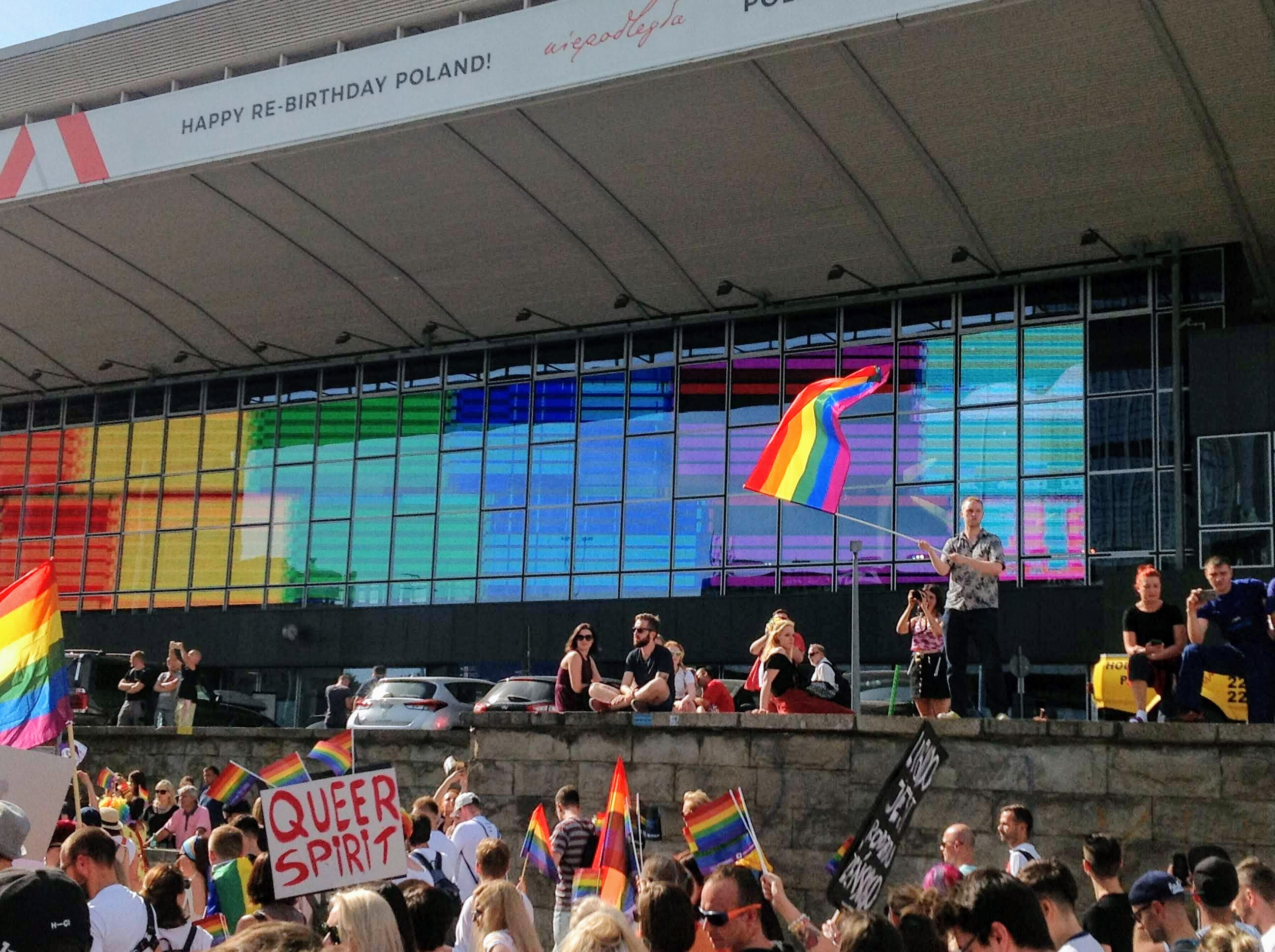
Budynek Dworca Centralnego w kolorach tęczy (2018)

Odnotowano dwie kilkuosobowe kontrmanifestacje.
Paradę wsparła rekordowa liczba 52 ambasadorów, w tym Marek Prawda, Dyrektor Przedstawicielstwa Komisji Europejskiej w Polsce, Anna-Carin Öst, Przedstawiciel Wysokiego Komisarza Narodów Zjednoczonych ds. Uchodźców w Polsce, Ingibjörg Sólrún Gísladóttir, Dyrektor Biura Instytucji Demokratycznych i Praw Człowieka Organizacji Bezpieczeństwa i Współpracy w Europie oraz Thomas E. Garrett, Sekretarz Generalny Wspólnoty Demokracji.

## Parada Równości w 2019
Parada Równości odbyła się 8 czerwca. Według organizatorów uczestniczyło w niej około 80 tys. osób, które uformowały 8-kilometrowy pochód, zaś według ratusza - 47 tys. Po raz pierwszy warszawska Parada odbyła się pod patronatem i z udziałem prezydenta miasta. Prezydent Trzaskowski podziękował również ambasadorom Wielkiej Brytanii, Kanady i Belgii za przybycie na imprezę. 

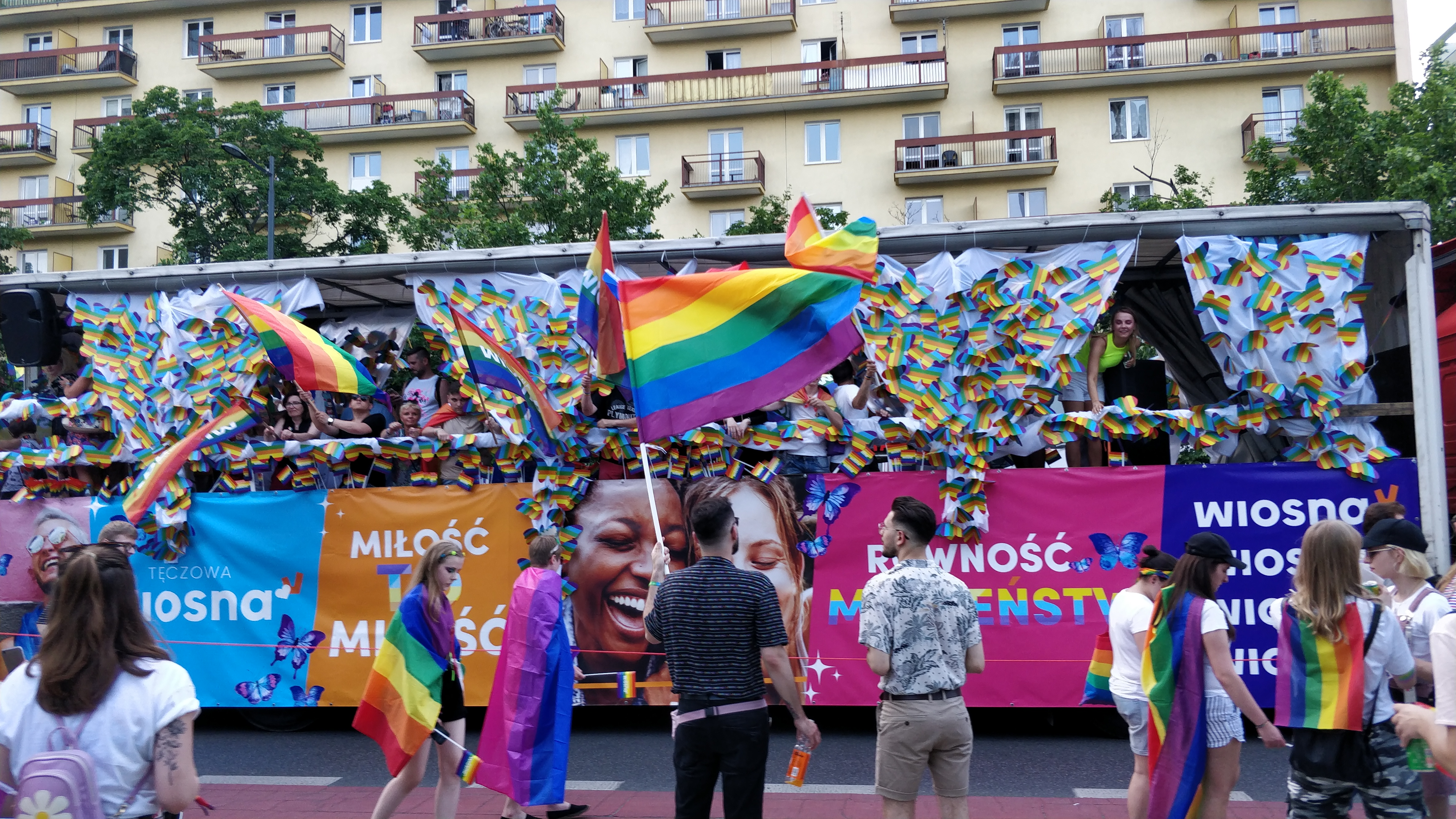
Parada Równości 2019

Paradę wsparło także 53 ambasadorów i szefów przedstawicielstw organizacji międzynarodowych, popierając w liście otwartym starania o „uświadamianie opinii publicznej” przez osoby LGBTI i inne środowiska, wyrażono też uznanie dla Marszy Równości w innych miastach w Polsce.
19. Parada Równości ruszyła ze skrzyżowania ulic Świętokrzyskiej i Marszałkowskiej. Trasa obejmowała plac Konstytucji, ul. Waryńskiego, Trasę Łazienkowską, później pochód skręcił w al. Niepodległości i przez Chałubińskiego, Al. Jerozolimskie i ul. Emilii Plater wróciła do „kolorowego miasteczka”.
Jak podała policja, nie odnotowano żadnych poważniejszych zdarzeń i naruszeń prawa w czasie zabezpieczania imprezy.
Paradę wsparły m.in. Google, MTV Pride, Nielsen, IBM, Procter&Gamble, Microsoft, „Vogue” czy pracownicy Discovery. Z tej okazji „Gazeta Wyborcza” przygotowała specjalne wydania swojego newslettera dla społeczności LGBT+, a Sprite wprowadził limitowaną edycję puszki z logo w kolorach tęczy. Dziennikarze OKO.press pojawili się na Paradzie z billboardem sfinansowanym z ugody z TV Republika.
Niektórzy celebryci, m.in. Natalia Siwiec, Maciej Musiał czy Julia Wieniawa, którzy wyrazili poparcie dla Parady, zostali skrytykowani przez część swoich obserwatorów w mediach społecznościowch. Zwrócono także uwagę na manipulacje i niedopowiedzenia Wiadomości TVP w materiałach dotyczących Parady i innych akcji na rzecz osób LGBT.
Arcybiskup Marek Jędraszewski stwierdził, że „Parady równości są nie tylko całkowitym zaprzeczeniem piękna samego człowieka jako kobiety i mężczyzny, ich człowieczeństwa [...] Stały się prawdziwymi seansami pogardy i nienawiści”. Z kolei rzecznik Konferencji Episkopatu Polski Paweł Rytel-Andrianik stwierdził, że wydarzenia do jakich doszło na Paradzie, miały znamiona bluźnierstwa. Szymon Niemiec, który prowadził w jej trakcie nabożeństwo ekumeniczne, przypomniał, że jest kapłanem Zjednoczonego Ekumenicznego Kościoła katolickiego, a uroczystość przed przemarszem odprawiał od 9 lat. Zdaniem niektórych, miał dopuścić się parodii mszy i ją sprofanować. Sam Niemiec odcina się od zarzutów, podkreślając, że nie była to msza. W nabożeństwie brało udział około 20 osób, trwało ono około 45 minut.

## Odwołana Parada Równości w 2020 ze względu na COVID-19
Planowana na 20 czerwca 2020 roku Parada Równości nie odbyła się ze względu na pandemię COVID-19.

## Parada Równości w 2021
Parada Równości odbyła się 19 czerwca. Podobnie jak w 2019 roku patronat nad imprezą objął prezydent stolicy Rafał Trzaskowski.

## Parada Równości w 2022

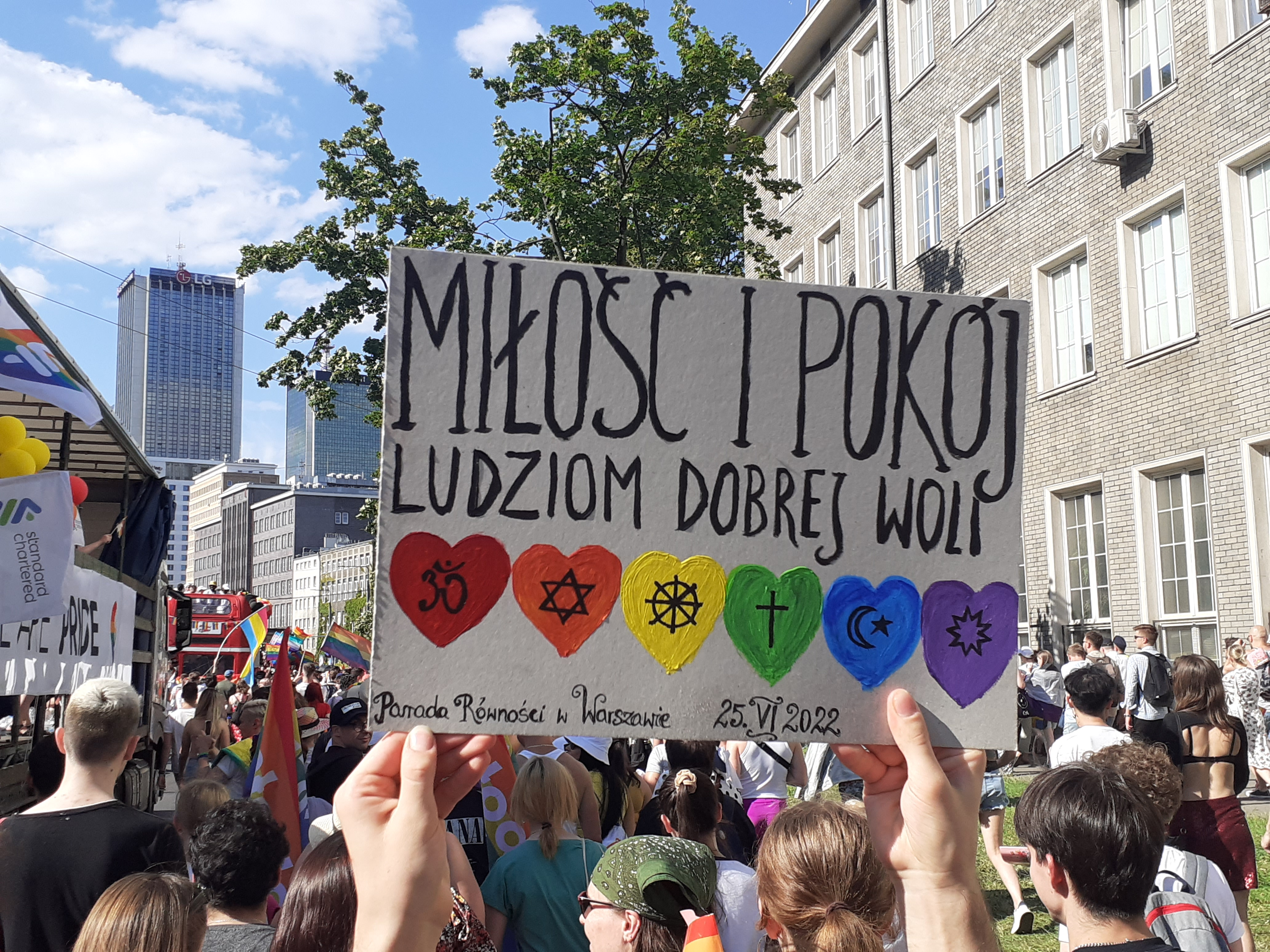
Jedno z haseł niesionych w trakcie parady

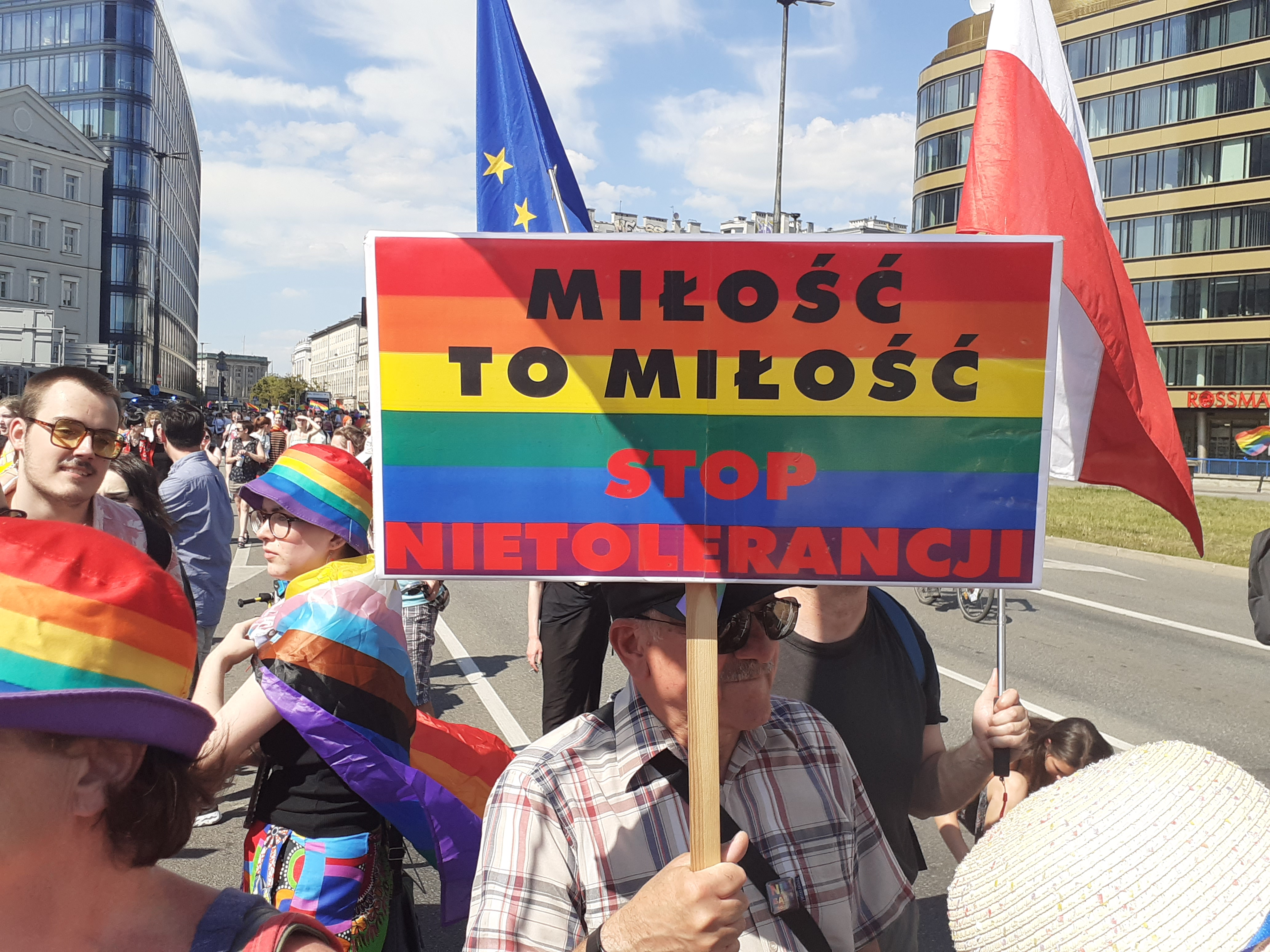
Uczestnicy parady

Parada Równości odbyła się 25 czerwca. Podobnie jak w latach minionych, patronat nad imprezą objął prezydent stolicy Rafał Trzaskowski. Prezydent wspomniał o toczącej się wojnie w Ukrainie i że w tegorocznej paradzie uczestniczą również Ukraińcy z marszu równości z Kijowa. Powitał też gości z zagranicy: z ambasad, przedstawiciela brytyjskiego premiera Borisa Johnsona do spraw równości i komisarz do spraw równości KE Helenę Dalli. Komisarz stwierdziła, że należy wprowadzić przepisy przeciwko mowie nienawiści i zwróciła uwagę na to, że Komisja Europejska po raz pierwszy ma strategię wspierania społeczności LGBT. Wspomniała o strzelaninie, do której doszło minionej nocy w klubie gejowskim w Oslo, w której zginęły dwie osoby.
Parada ruszyła ulicą Marszałkowską do placu Konstytucji, a następnie ul. Waryńskiego, aleją Armii Ludowej. Pochód skręcił w al. Niepodległości i przez Chałubińskiego, al. Jana Pawła II. Ostatecznie ul. Świętokrzyską uczestnicy parady powrócili około godziny 16.30 do parku Świętokrzyskiego.

### Kontrowersje wobec wykluczenia Rosjan
Kontrowersje medialne i społeczne wywołało oficjalne wykluczenie z udziału w Paradzie Równości antyputinowskiej organizacji „Za Wolną Rosję”, która uczestniczyła w tym wydarzeniu co roku. Organizatorzy zabronili uczestniczenia w przemarszu pod barwami flagi biało-niebiesko-białej, będącej symbolem rosyjskiej opozycji demokratycznej. Organizacja „Za Wolną Rosję” nie zgodziła się na udział anonimowy, uznając go za nieuzasadniony przejaw wykluczenia społecznego. Sprawa była komentowana przez media jako przejaw ksenofobii oraz złamanie zasad otwartości, inkluzywności i równości.
Fundacja Wolontariat Równości (organizator parady) nie ustosunkowała się oficjalnie do tej sytuacji, a część krytycznych komentarzy w dyskusji na jej profilu w portalu Facebook zostało przez nią usunięte. W odpowiedziach na tek komentarze organizatorzy ograniczali się do zaprezentowania oświadczenia ukraińskiego współorganizatora wydarzenia.

## Parada Równości w 2023
Parada Równości odbyła się 17 czerwca. Ponownie patronat nad imprezą objął prezydent miasta Rafał Trzaskowski, który razem z zaproszoną na paradę mer Paryża Anne Hidalgo brał udział w przemarszu. Przed wyruszeniem parady prezydent podziękował organizatorom, ambasadom i organizacjom wspierających wydarzenie, a także podkreślał wagę tolerancji i otwartości. W tym roku parada szła pod hasłem "Wróżymy równość i piękność".
Parada ruszyła około godziny 14 i powróciła do miejsca startu około 17. Impreza przeszła taką samą trasą jak rok wcześniej. Organizatorzy szacują, że w paradzie wzięło udział około 80 tysięcy osób.

## Parada Równości w 2024
W 2024 w wyniku konfliktu między organizatorami Parady Równości odbyły się trzy odrębne marsze: 8, 15 i 22 czerwca.